# شرق- هولندا

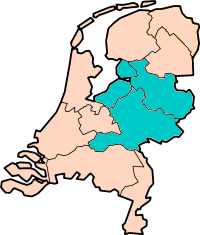
خريطة

غرب- هولندا هي تسمية وحدة إقليمية (NUTS 1-regio) هولندية . وبخلاف الأغراض الإحصائية فإن هذه المناطق ليس لها أي معنى.
- شرق- هولندا
  - فليفولاند (ليليستاد)
    - فليفولاند

  - أوفرايسل (زفوله)
    - شمال أوفرآيسل
    - جنوب غرب أوفرآيسل
    - تفنته

  - خيلدرلند (آرنم)
    - فيلواه
    - Achterhoek
    - آرنم/ نايميخن
    - جنوب غرب خيلدرلند